# Widok gór ze stepów Kozłowa

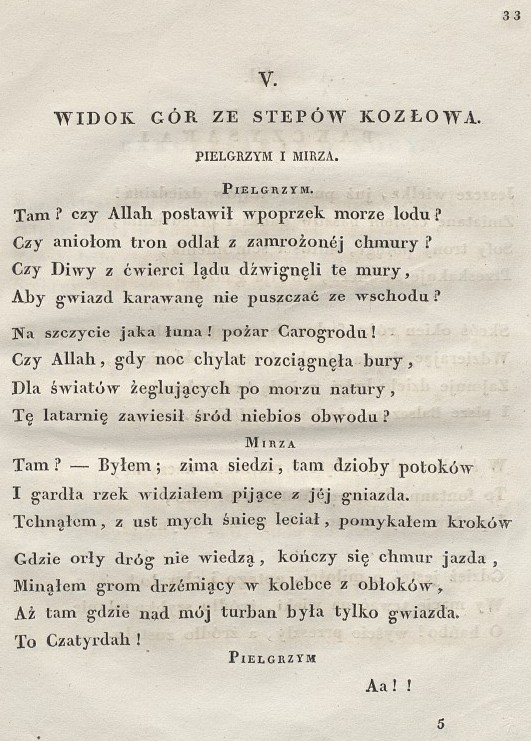
Widok gór ze stepów Kozłowa w pierwodruku „Sonetów Adama Mickiewicza” z 1826 roku

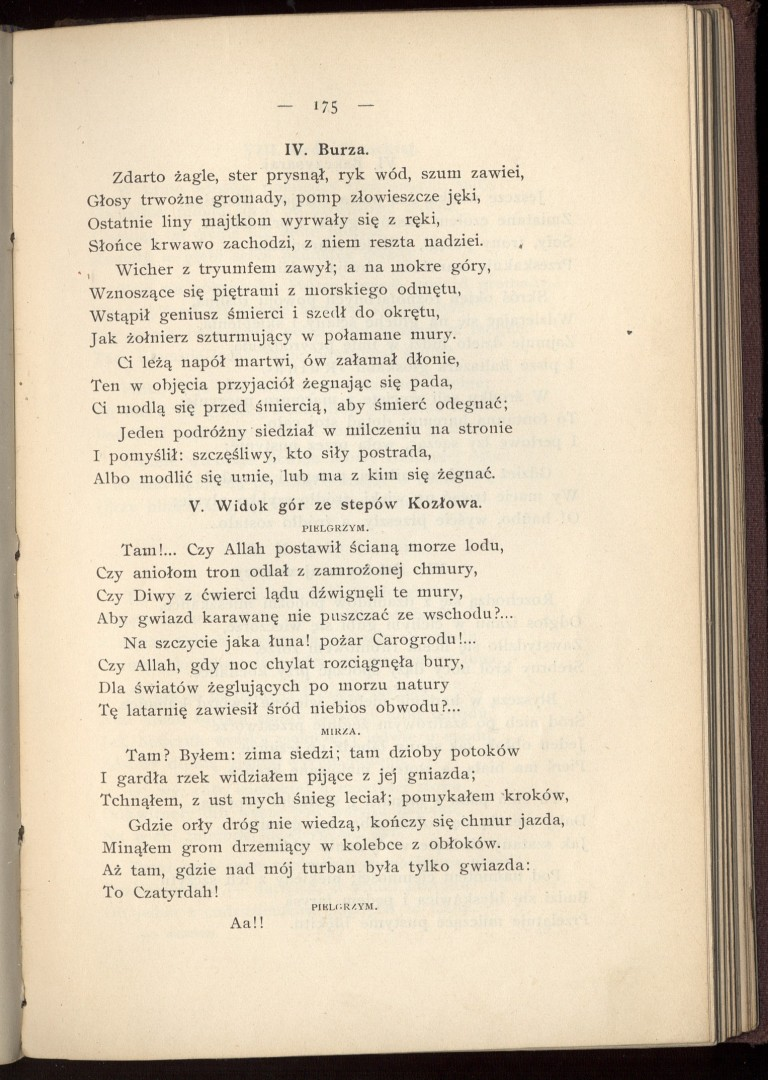
Widok gór ze stepów Kozłowa w tomie 1 zbioru „Poezje Adama Mickiewicza” z 1899 roku

Widok gór ze stepów Kozłowa (incipit Tam? czy Allah postawił w poprzek morze lodu?) – piąty sonet z cyklu sonetów krymskich autorstwa Adama Mickiewicza. Po raz pierwszy został opublikowany w 1826 roku, natomiast dokładna data powstania poematu nie jest znana.

## Treść sonetu
Piąty sonet z cyklu, związany jest z podróżą z Eupatorii (dawna polska nazwa miasta – Kozłów) w kierunku Symferopola lub Bakczysaraju bezpośrednio po przerwanym rejsie morskim. Jednakże uwagę poety nie zwracają otaczające go stepy, lecz widniejący na widnokręgu masyw górski Czatyrdah (Czatyr-Dah). Sonet jest skonstruowany w postaci dialogu Podróżnego (jedno z wcieleń Krymskiego Pielgrzyma, człowieka o gorzkiej i skomplikowanej przeszłości, świadomego wyobcowania i samotności, który jednak zachował poznawczą ciekawość świata), utożsamianego z podmiotem lirycznym z krymskim przewodnikiem Mirzą. W dwóch pierwszych czterowierszach widok Czatyrdah wywołuje serię pięciu skojarzeń o charakterze hiperboli, które zadawane są formie pytającej, aby wywołać reakcję przewodnika, który z konkretnego opisu w dwóch pierwszych wersach końcowego sześciowiersza przechodzi w końcowym czterowierszu do filozoficznych rozważań nad istnieniem rzeczy wymykających się ludzkiemu pojmowaniu. Poprzez rozszerzenie tradycyjnej formy sonetu o dwa dodatkowe jednowyrazowe wersy, poeta zamyka sonet nie stosowaną orientalną metaforą, lecz krótkim stwierdzeniem Mirzy i wykrzyknikiem Podróżnego, który podkreśla jego zdziwienie.

## Miejsce w cyklu
Sonet Widok gór ze stepów Kozłowa zgodnie z podziałem Władysława Folkierskiego oraz Czesława Zgorzelskiego jest sonetem granicznym pomiędzy pierwszą grupą czterech sonetów morskich (Stepy akermańskie, Cisza morska, Żegluga, Burza), a czterema dalszymi opisującymi ruiny Bakczysaraju (Bakczysaraj, Bakczysaraj w nocy, Grób Potockiej, Mogiły Haremu). Natomiast zgodnie z podziałem Juliusza Kleinera utwór jest samodzielnym sonetem i jednocześnie wstępem do czterech sonetów podróżniczych (Bakczysaraj, Bakczysaraj w nocy, Grób Potockiej, Mogiły Haremu).

## Analiza wersyfikacyjna
Sonet jest napisany trzynastozgłoskowcem i zbudowany zgodnie z zasadami budowy sonetu poezji prowansalskiej oraz zasadami stosowanymi przez Petrarkę (czternastowierszowa struktura sonetu podzielona na dwa czterowiersze i jeden sześciowiersz), przy użyciu wyłącznie rymów żeńskich, padających na istotne dla treści sonetu słowa. W dwóch pierwszych czterowierszach układ rymów jest abba abba, na zgodnych rymach, natomiast w sześciowierszu, rozkładającym się na dwa trójwiersze, cdc dcd. Struktura wersyfikacyjna sonetu jest zgodna z jego strukturą wewnętrzną, dwóm pierwszym czterowierszom, będącym zamkniętymi całościami składniowymi, przeciwstawia się ostatni sześciowiersz, obejmujący czterowiersz z finałem dwuwierszowym, dla wzmocnienia puenty.

## Powstanie sonetu
Najprawdopodobniej wszystkie autografy sonetów Mickiewicza znajdowały się w albumie należącym do Piotra Moszyńskiego. Album ten, jak i kopia wykonana przez Bronisława Gubrynowicza, zaginęły po 1945 roku, w związku z czym nie można ustalić dokładnej daty jego powstania. Zgodnie z informacjami umieszczonymi w napisanej przez Władysława Mickiewicza przedmowie do tomu 1. paryskich „Dzieł” Mickiewicza sonety przed ich wydaniem zostały ocenzurowane przez Michaiła Kaczenowskiego, profesora Uniwersytetu Moskiewskiego, który dokonał mało znaczących poprawek oraz nie wyraził zgody na publikację jednego sonetu pod tytułem Czołobitność, z którego treści zachowały się tylko dwa wersy.

## Współczesna recepcja
Sonety krymskie w momencie ukazania się drukiem wywołały burzliwą dyskusję i niejednoznaczne oceny. Najostrzejszym ich krytykiem był Kajetan Koźmian, który w liście do Franciszka Morawskiego użył na ich określenie terminu paskudztwo, negatywnie oceniał je również Franciszek Salezy Dmochowski, natomiast pozytywnie oceniali je m.in. Maurycy Mochnacki oraz Teodozy Sierociński. Przeciwnicy uważali język sonetów za niewłaściwy, z powodu orientalizmów oraz odstępstw od norm języka literackiego, kwestionowali również formę sonetu jako nieodpowiednią dla tematu. Zwolennicy zauważyli, że cykl sonetowy stanowi romantyczny odpowiednik poematu opisowego, stanowiąc zwartą kompozycyjną całość.

## Przekład na język kaszubski
W 1998 roku sonet Widok gór ze stepów Kozłowa, podobnie jak reszta utworów z cyklu sonetowego Mickiewicza, został przetłumaczony na język kaszubski. Przekładu dokonał Stanisław Janke, nadając wierszowi tytuł Widzënk górów ze stepów Kòzłowa.